# Ten Cate (geslacht)
Ten Cate (ook: Doedes Breuning ten Cate) is een geslacht dat een belangrijke rol speelde in de textielindustrie rond de Nederlandse stad Almelo.

## Geschiedenis
De stamreeks begint met Hendrik Gerritsz ten Cate die vanaf 1584 vermeld wordt en koopman was te Borne, en later te Oldenzaal. Zijn zoon vestigde zich in Almelo. De achterkleinzoon van de stamvader, Hendrik Gerritsz ten Cate ([1669] - <1719) was linnenreder en fabriqueur te Almelo en daarmee de eerste uit het geslacht die zich met textiel bezighield. Een kleinzoon van de laatste, Hendrik ten Cate (1758 - 1817) was de oprichter van de firma H. ten Cate Hzn., textielfabrikanten, en de grondlegger van Koninklijke Ten Cate. Nakomelingen bleven tot ver in de 20e eeuw aan deze firma en de textielindustrie verbonden.

## Enkele telgen

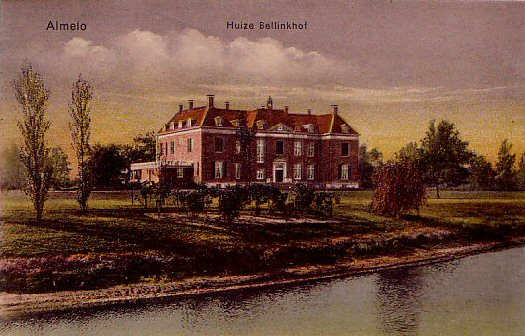
Bellinckhof omstreeks 1923

Hendrik ten Cate (1758-1817), oprichter van de firma H. ten Cate Hzn., textielfabrikanten
- Hendrik ten Cate (1769-1845), lid firma H. ten Cate Hzn.
  - Egbert ten Cate (1804-1882), lid firma H. ten Cate Hzn.
    - Hendrik ten Cate (1831-1904), lid firma H. ten Cate Hzn.
      - Catharina Magdalena ten Cate (1876-1948); trouwde in 1901 met Josef Calasanz Ludwig Sylvester Hänisch (1867-1944); hieruit stamt een tak met de naam Hänisch ten Cate

    - Lambert ten Cate (1833-1916), lid firma H. ten Cate Hzn.; trouwde in 1872 met Julia Catharina Doedes Breuning (1847-1930)
      - Julius Egbert ten Cate (1873-1912), lid firma H. ten Cate Hzn.
      - Doede Doedes Breuning ten Cate (1875-1965), verkreeg naamswijziging Ten Cate in Doedes Breuning ten Cate bij koninklijk besluit in 1876, lid firma H. ten Cate Hzn. & Co., directeur en commissaris H. ten Cate Hzn. & Co. NV, commissaris Koninklijke Textielfabrieken Nijverdal-ten Cate NV
        - Berto Doedes Breuning ten Cate (1910-1989), directeur H. ten Cate Hzn. & Co. NV, later directeur Koninklijke Textielfabrieken Nijverdal-ten Cate NV
        - Dr. ir. Evert Adriaan Doedes Breuning ten Cate (1920-1991), directeur H. ten Cate Hzn. & Co. NV, directeur, lid raad van bestuur en commissaris Koninklijke Textielfabrieken Nijverdal-ten Cate NV en na naamswijziging van Koninklijke Nijverdal-ten Cate NV te Almelo
          - Evert Doede Doedes Breuning ten Cate (1957), directeur B.V. Textielveredelingsbedrijf De Watermolen te Helmond

    - Egbert ten Cate (1838-1915), lid firma H. ten Cate Hzn.
      - Egbert ten Cate (1863-1934), lid firma H. ten Cate Hzn.
      - Hendrikus Egbertus ten Cate (1868-1955), lid firma H. ten Cate Hzn. & Co., commissaris H. ten Cate Hzn. & Co. NV
        - Egbert ten Cate (1904-1992), directeur H. ten Cate Hzn. & Co. N.V., later directeur, commissaris en vicevoorzitter raad van commissarissen Koninklijke Textielfabrieken Nijverdal-ten Cate NV; trouwde in 1931 met Carola Eduarda Verkade (1910-1987), dochter van de toneelspeler en regisseur Eduard Verkade (1878-1961)
          - Ritsaert ten Cate (1938-2008), directeur Mickerytheater te Amsterdam en Stichting Dasarts (De Amsterdamse School Advanced Research in Theatre and Dance Studies)

        - Hendrik ten Cate (1906-1990), directeur H. ten Cate Hzn. & Co. NV, later Kon. Textielfabrieken Nijverdal-ten Cate NV
        - Jan Richard ten Cate (1907-1997), directeur N.V. Twentsche Damast-, Linnen- en Katoenfabriek te Almelo
          - Lucia Berthi ten Cate (1952); trouwde in 1972 met mr. drs. Floris Leonard Martinus Maria de Gou (1946), griffier Eerste en Tweede Kamer der Staten-Generaal, zoon van burgemeester mr. dr. Leonard de Gou, heer van Hillegersberg en Gieltjesdorp (1916-2000) en telg uit het geslacht De Gou

        - Louis ten Cate (1918-1989), oprichter en directeur Tricot- en kousenindustrie L. ten Cate NV, later BV te Geesteren
          - Menko ten Cate (1945), fotograaf; trouwde in 1977 met Kyra Jacoba Bakker (1948), edelsmid bekend onder de naam Kyra ten Cate

      - Johannes ten Cate (1875-1953), lid firma H. ten Cate Hzn. & Co., directeur en commissaris H. ten Cate Hzn. & Co. NV, gaf opdracht tot de bouw van de Bellinckhof te Almelo
        - Hermine ten Cate (1909-2005); trouwde in 1934 met ir. Jan Menzo de Muinck Keizer (1896-1986), adjunct-directeur Demka Staal te Utrecht, commissaris, president-commissaris H. Ten Cate Hzn. & Co. NV, later Kon. Nijverdal-ten Cate NV
        - Gerhard ten Cate (1911-1955), directeur H. ten Cate Hzn. & Co. NV
          - Mr. Egbert ten Cate (1945), bankier, kamerheer en bewoner van de Bellinckhof

      - Drs. Johannes ten Cate (1916), oud-directeur firma H. ten Cate Hzn. Co., oud-directeur Kon. Textielfabrieken Nijverdal-ten Cate NV

Geslachten die opgenomen zijn in het sinds 1910 verschijnende genealogische naslagwerk Nederland's Patriciaat. Lijst volgens opgave van het CBG Centrum voor familiegeschiedenis.
A · B · C · D · E · F · G · H · I · J · K · L · M · N · O · P · Q · R · S · T · U · V · W · Y · Z